# Вајохори
Вајохори (грч. Βαϊοχώρι) је насељено место у општини Бешичко Језеро у периферији Средишња Македонија, Грчка. Према попису из 2021. године било је 515 становника.
Вајохори је раније био турско читлучко насеље. Село је 1928. године великопоседничко имање на коме је живело 42 становника. Касније је имање откупљено и на њему су насељене грчке избегличке породице, којих је на попису из 1940. године било 96. Село се раније звало Ваисли.